# Musée des Moulages (Lyon)
Pour les articles homonymes, voir Musée des moulages.
Le musée des Moulages (MuMo) est un musée à Lyon situé cours Gambetta, dans le 3e arrondissement. Il abrite environ 2 000 pièces moulages antiques, médiévaux, renaissance et modernes.
Historiquement inauguré en 1899 au 15 quai Claude Bernard, dans la faculté des lettres de l'Université de Lyon, il a été déplacé plusieurs fois entre 1985 et 1999. Après des travaux de rénovation et d'extension, le musée a rouvert ses portes en mars 2019.

## Histoire
À partir de 1886, la Faculté des Lettres de l'université de Lyon envisage de se doter d'un musée de moulages comme support pédagogique aux enseignements en histoire de l'art et archéologie. La constitution de collections de moulages dans les universités est une pratique venue d'Allemagne où l'archéologie est enseignée depuis plus longtemps et où les universités se sont dotées de gypsothèques. A une époque où la France tente de prendre modèle sur l'Allemagne, le professeur d'université Maxime Collignon atteste, dans un rapport publié en 1882, de sa « conviction que, sur un point, l’exemple de l’Allemagne pourrait être utilement suivi en France. Au point de vue des collections archéologiques destinées à l’enseignement universitaire, on ne saurait nier que ce pays ait sur le nôtre une singulière avance ». Le musée des moulages de Lyon n'est cependant créé qu'en 1893, après celui de la Sorbonne, de l'université de Bordeaux, celui de Toulouse et de Montpellier. 
En 1898, Henri Lechat prend la direction du musée des moulages dans les locaux de la Faculté des Lettres, au 15 quai Claude Bernard, à la suite de Maurice Holleaux et l'enrichit considérablement. Il en publie le catalogue raisonné en 1903, mis à jour par la suite en 1911 et 1923. C'est sous sa direction que le musée reçoit en 1900 une médaille d'or dans la catégorie « meilleur musée de province » à l'Exposition Universelle de Paris. En 1903, le musée des moulages de l'université de Lyon passe pour « un des mieux conçus, des plus spacieusement installés, des plus méthodiquement organisés qui existent ». A cette époque, le musée occupe dix pièces qui abritent plus de 800 moulages remis dans leur contexte par des photographies, des aquarelles et des cartes.
À partir de 1920, une autre collection de moulages d'œuvres médiévales et modernes se forme sous l'égide de l'Institut d'Histoire de l'Art de l'Université de Lyon, en pendant à la collection jusque-là consacrée aux antiques. Cette collection s’enrichit en 1948 d'un important dépôt du musée parisien de sculpture comparée de reproductions en plâtre de sculptures étrangères après une réorganisation de ce musée en Musée des monuments français. En 1962, ces moulages sont stockés dans les caves de l'université tandis que le musée des Antiques est fortement réduit en surface.
En 1985, le musée déménage dans le bâtiment de l'ex-École du service de santé militaire avenue Berthelot. Les deux collections sont pour la première fois réunies en un même lieu. 
En 1999, le musée déménage à nouveau dans le 3e arrondissement de Lyon dans l'ancienne fabrique de bonneterie Revel, située entre rue Rachais et cours Gambetta. 
De 2015 à 2017, le musée est l'objet d'une importante campagne de rénovation et il se trouve actuellement à côté du site de la rue Rachais avec une ouverture directe sur le cours Gambetta ce qui lui donne plus de visibilité. Il est rouvert depuis mars 2019.

## Exposition permanente
L'exposition permanente expose environ 200 moulages et aborde différents thèmes : les divinités gréco-romaines, les portraits, l'architecture de la Grèce antique, l'art funéraire, le corps masculin, le corps féminin, les monstres et la mythologie. Dans la galerie médiévale est présentée l'évolution de la sculpture monumentale gothique. Cette galerie médiévale a fait l'objet d'un projet de mise en couleur en 2020 par un système de vidéo-mapping.
Le musée possède des reproductions d'œuvres très célèbres comme le sphinx des Naxiens, la Colonne aux danseuses, les frontons du temple de Zeus à Olympie et du Parthénon, l'Aurige de Delphes, l'Aphrodite de Cnide, le groupe de Laocoon, la Victoire de Samothrace, le Beau Dieu d’Amiens, etc. 

## Expositions temporaires
Le Musée des Moulages de l'Université Lumière Lyon 2 organise régulièrement des expositions temporaires.
En 2020, le musée a présenté l'exposition Face à face : du plâtre au grès, qui montrait le travail de réinterprétation de certains bustes de la collection par l'artiste plasticienne Céline Cadaureille.
En 2021, le MuMo présente l'exposition intitulée Eleutheria ! Retour à la liberté. Découvrir et transmettre l'Antiquité depuis la Révolution grecque de 1821, à l'occasion du bicentenaire de l'indépendance grecque. Cette exposition se décompose en quatre temps : une première section est consacrée aux œuvres grecques arrivées en France avant la Révolution de 1821, une deuxième section se concentre sur l'histoire des découvertes archéologiques à Athènes, une troisième partie présente la "Grande fouille" réalisée par l'École française d'Athènes à Delphes entre 1892 et 1903, et enfin une dernière section vient illustrer les différents supports d'enseignement et de diffusion de l'archéologie à Lyon au tournant du XXe siècle.
En 2023, le musée se fait l'échos des 150 ans de la fouille du site de Délos à travers l'exposition "Embarquement pour Délos, 150 ans de fouilles dans l'île d'Apollon".

## Galerie

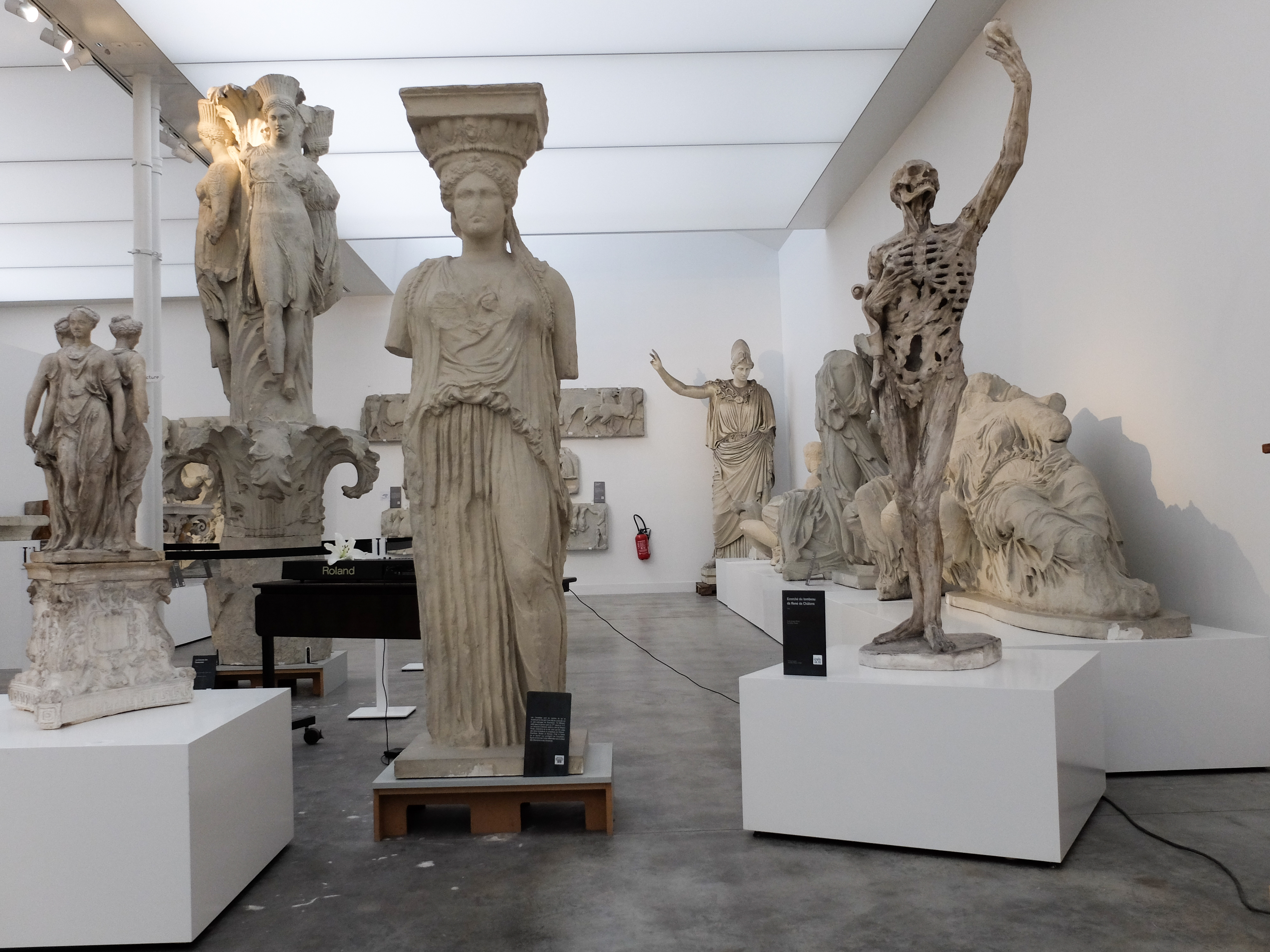
Grande salle du musée.
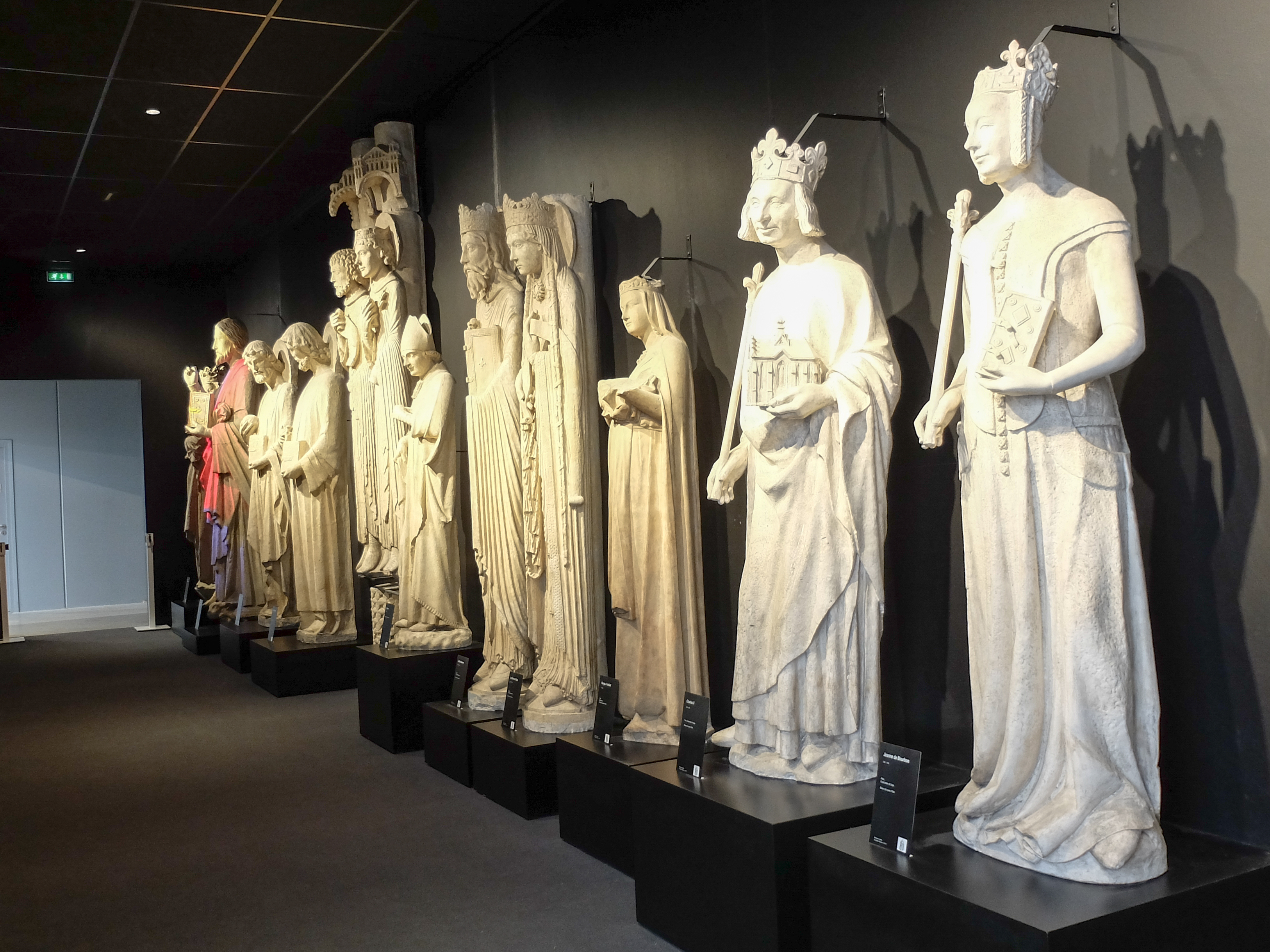
Galerie médiévale.
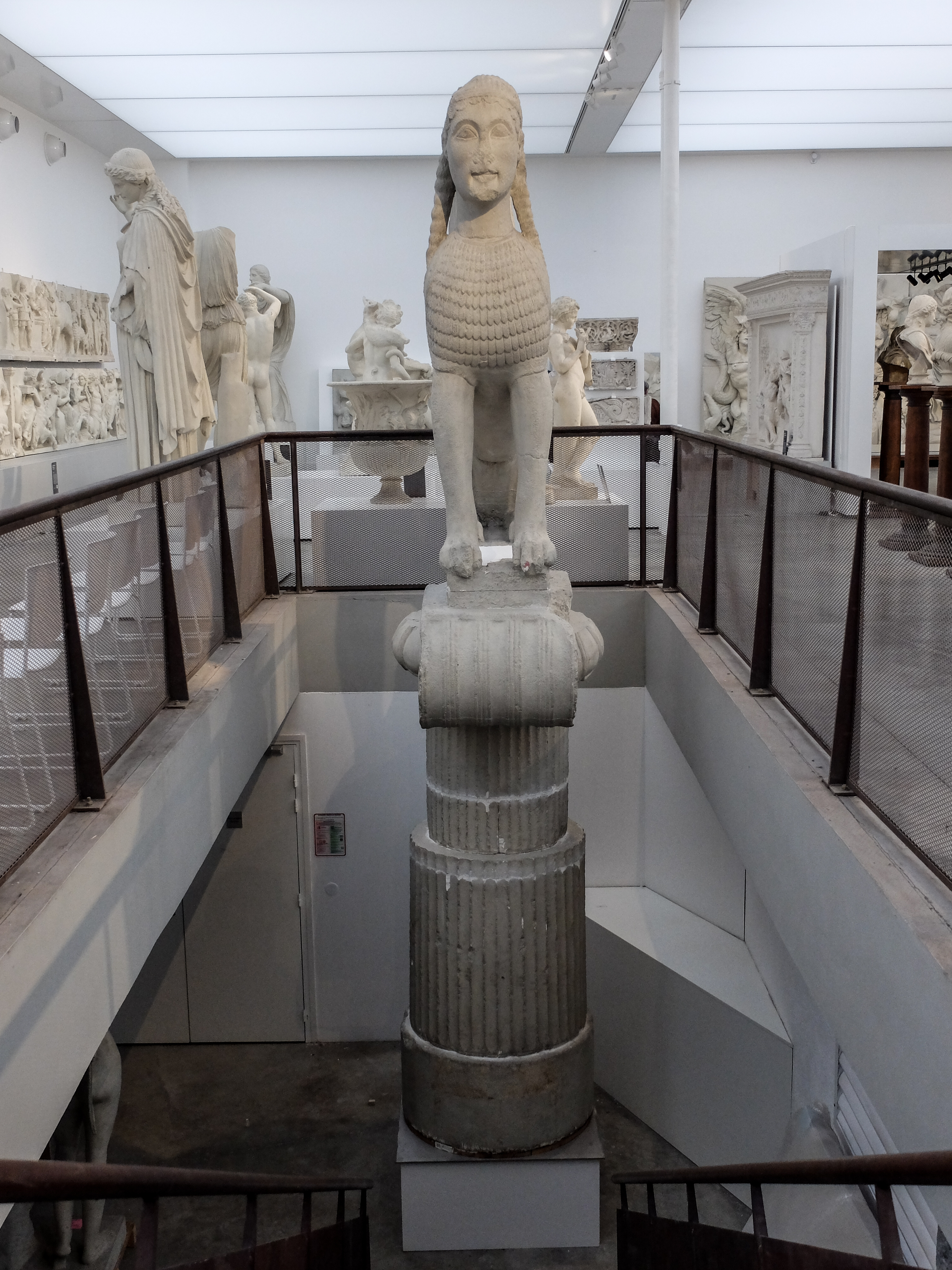
Le sphinx des Naxiens.
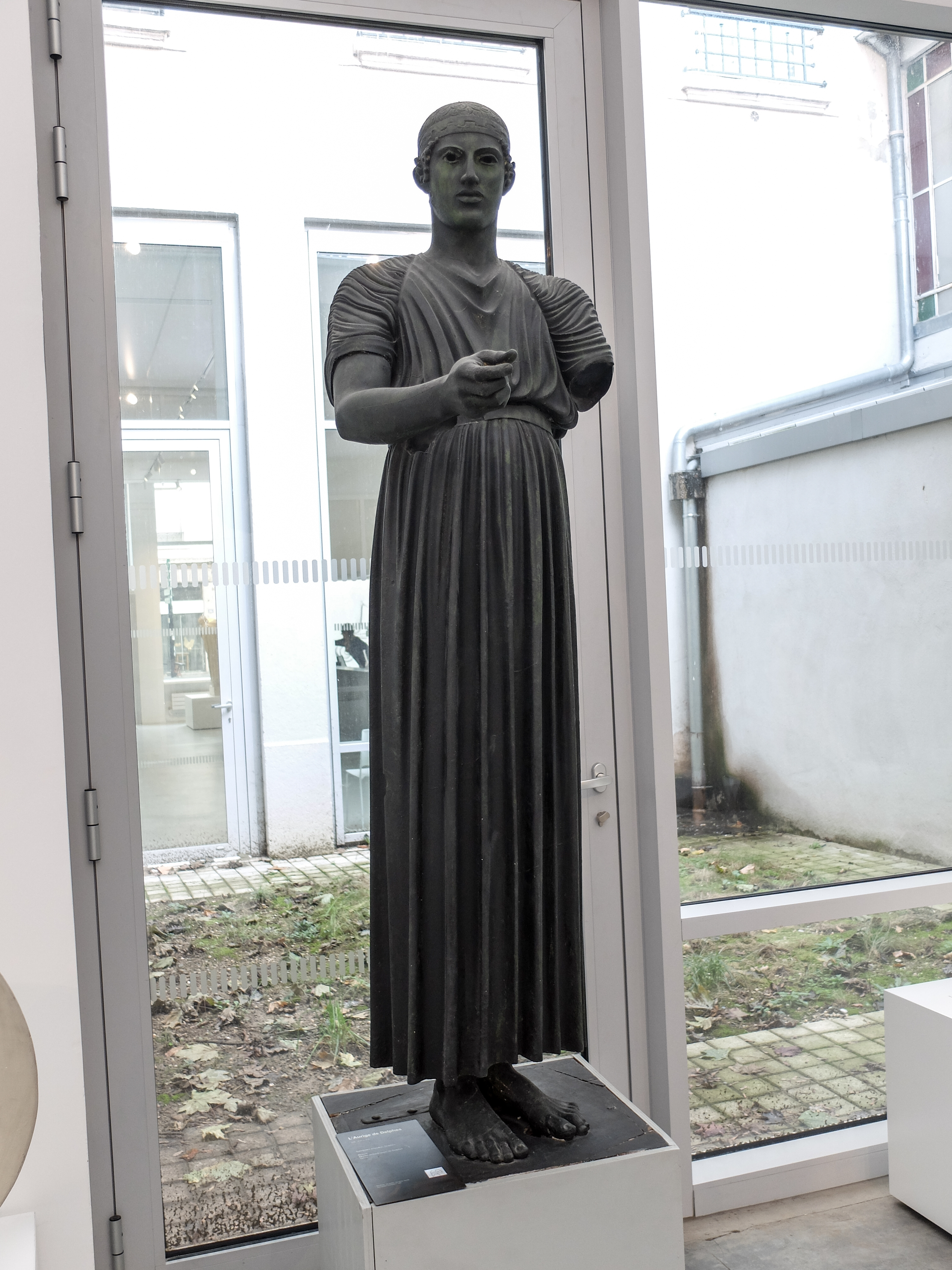
L'Aurige de Delphes.
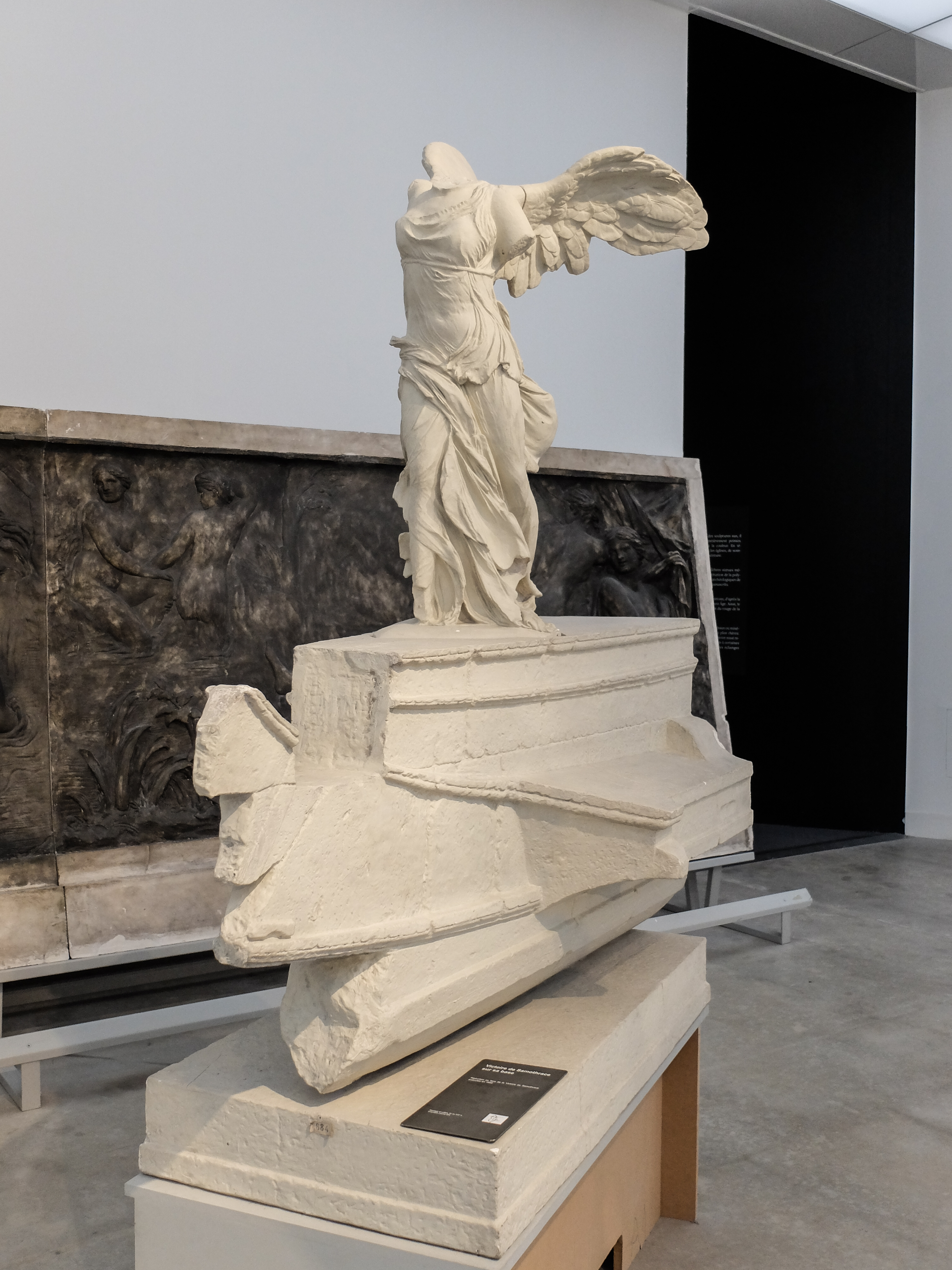
La Victoire de Samothrace sur sa base.
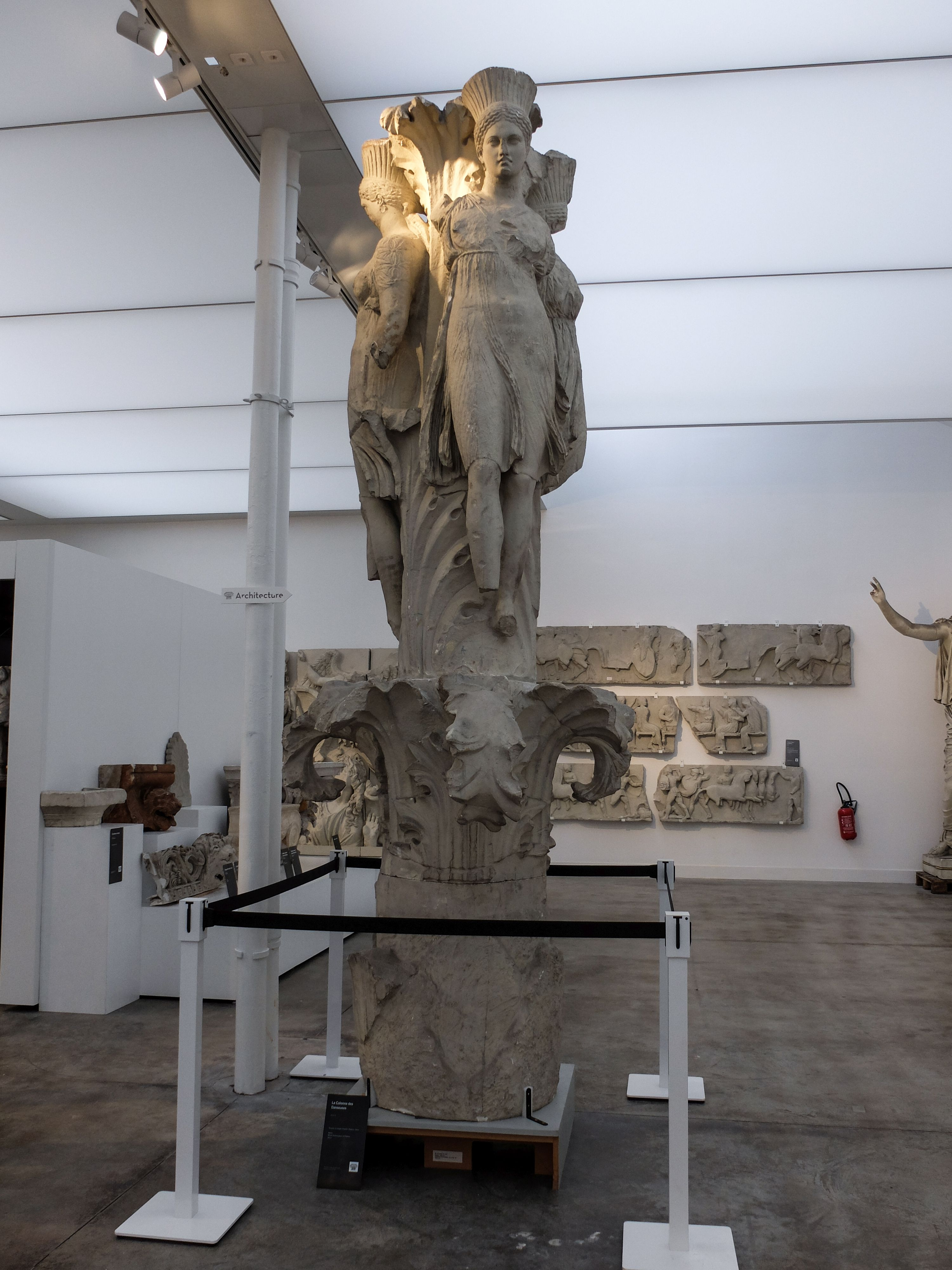
La Colonne aux danseuses.
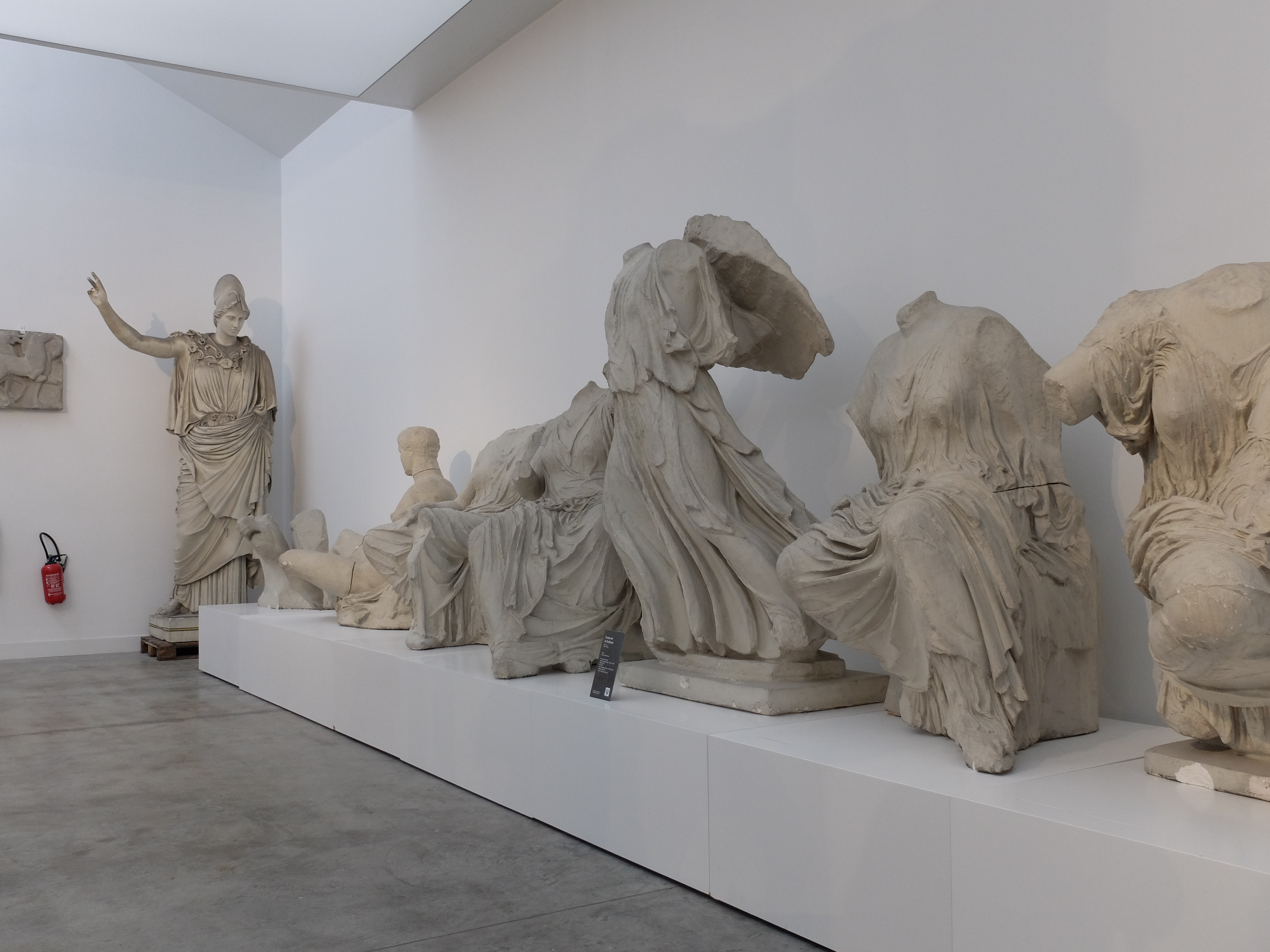
Le fronton est du Parthénon.